# Only You (singel Yazoo)
Only You – piosenka napisana przez angielskiego muzyka Vince’a Clarke’a z Depeche Mode. Został on jednak nagrany w 1982 roku po utworzeniu duetu Yazoo z Alison Moyet. Jest to pierwszy singiel Yazoo wydany w Wielkiej Brytanii 15 marca 1982 roku. Singel stał się chwilowym sukcesem, trafiając na drugą pozycję na UK Singles Chart. W Stanach Zjednoczonych utwór został wydany w listopadzie 1982 roku, w rankingu Billboard Hot 100 znalazł się na 67 miejscu oraz 38 miejscu top piosenek dla dorosłych.

## Lista utworów
7"
Mute/7 MUTE 20 (Wielka Brytania)
1. „Only You” – 3:10
2. „Situation” – 2:22

7"
Sire/9 2-98447 (Stany Zjednoczone)
1. „Only You” – 3:10
2. „Winter Kills” – 4:01

12"
Mute/12 MUTE 20 (Wielka Brytania)
1. „Only You” – 3:10
2. „Situation” (extended version) – 5:20

CD
Mute/CD MUTE 20 (Wielka Brytania)
1. „Only You” – 3:10
2. „Situation” – 2:26
3. „Situation” (extended version) – 5:20

## Wersje innych wykonawców

### Wersja The Flying Pickets
Większy sukces osiągnęła wydana w 1983 wersja a cappella wykonywana przez zespół The Flying Pickets. Dotarła ona do 1. miejsca na brytyjskiej liście singli i spędziła tam 5 tygodni. Był to pierwszy utwór a capella na szczycie tego zestawienia.
Notowania
| Lista (1983/1984)                   | Najwyższa pozycja |
| ----------------------------------- | ----------------- |
| Austria (Ö3 Austria Top 40)         | 3                 |
| Belgia (Ultratop Flanders)          | 3                 |
| Holandia (Single Top 100)           | 5                 |
| Irlandia (IRMA)                     | 1                 |
| Kanada (RPM Top 50 Singles)         | 17                |
| Niemcy (Offizielle Deutsche Charts) | 1                 |
| Nowa Zelandia (Recorded Music NZ)   | 9                 |
| Polska (Lista Przebojów Programu 3) | 15                |
| Szwajcaria (Schweizer Hitparade)    | 2                 |
| Szwecja (Sverigetopplistan)         | 3                 |
| Wielka Brytania (UK Singles)        | 1                 |

### Wersja Seleny Gomez
Wersja wykonana przez Selenę Gomez została dołączona do ścieżki dźwiękowej serialu 13 powodów (2017), adaptacji książki. Film liryczny utworu został opublikowany na kanale Vevo Seleny Gomez 18 kwietnia 2017 roku.
Notowania
| Lista (2017)                                     | Najwyższa pozycja |
| ------------------------------------------------ | ----------------- |
| Stany Zjednoczone Twitter Top Tracks (Billboard) | 11                |
| Szwecja (Sverigetopplistan)                      | 12                |